# Сан-Гонсалу-ду-Амаранти (Сеара)
Сан-Гонсалу-ду-Амаранти (порт. São Gonçalo do Amarante)  —  муниципалитет в Бразилии, входит в штат Сеара. Составная часть мезорегиона Север штата Сеара. Находится в составе крупной городской агломерации Агломерация Форталеза. Входит в экономико-статистический  микрорегион Байшу-Куру. Население составляет 40 281 человек на 2006 год. Занимает площадь 834,394 км². Плотность населения — 48,3 чел./км².

## История
Город основан 10 августа 1921 года. Назван в честь канонизированного святого Гонсалу ду Амаранти (ум. 1260).

## Статистика
- Валовой внутренний продукт на 2004 составляет 107.935.000,00 реалов (данные: Бразильский институт географии и статистики).
- Валовой внутренний продукт на душу населения на 2004 составляет 2.778,00 реалов (данные: Бразильский институт географии и статистики).
- Индекс развития человеческого потенциала на 2000 составляет 0,639 (данные: Программа развития ООН).